# Чаталджинское сражение
Чаталджи́нское сраже́ние (болг. Битка при Чаталджа) — сражение между болгарскими и турецкими войсками с 17 ноября по 19 ноября 1912 года в ходе Первой Балканской войны.

## Развертывание сил
После разгрома основных османских сил в Восточной Фракии в Люлебургазско-Бунархисарской операции 2 ноября 1912 года болгарскому командованию не удалось провести быстрое преследование дезорганизованного противника. Это позволило туркам отступить к Чаталджинской укреплённой линии, которая была расположена в самой узкой части перешейка, соединяющего Константинополь с Восточной Фракией, и имела длину около 28 км между озерами Теркос и Бююкчекмедже. У обеих концов линии находились турецкие суда. Взятие Чаталджи позволило бы болгарским войскам выйти к Константинополю и заставить Османскую империю капитулировать.
Османское командование расположило на линии фронта с юга на север 1-й, 2-й и 3-й корпуса, при этом имея три корпуса в резерве примерно в 8 км от линии фронта — всего около 125 000 человек при 350 орудиях. С болгарской стороны с севера на юг командование развернуло 3-ю, 9-ю, 6-ю и 1-ю дивизии. 10-я сводная дивизия была расположена на побережье Мраморного моря, напротив города Бююкчекмедже. Во второй линии остались 4-я и 5-я дивизии, понесшие наибольшие потери в предыдущих операциях. Общая численность болгарских войск составляла около 118 000 человек при 350 орудиях. Первые болгарские части вышли к Чаталджанским позициям 12 ноября и сразу же начали подготовку к наступлению. План болгарского командования предусматривал нанесение главного удара на левом фланге с вспомогательным ударом на центральном участке фронта с целью разорвать оборонительный рубеж и прижать противника к Мраморному морю.

## Ход операции
Сражение началось рано утром 17 ноября с артиллерийской подготовки и наступления болгарских войск. Утренний туман сначала способствовал продвижению 1-й и 6-й дивизий к рекам Карасу и Катарчису, но когда он рассеялся, они попали под шквальный огонь противника. 1-я дивизия была вынуждена остановить наступление, а 6-й дивизии с большим трудом удалось захватить укрепление Отлуктабия. В полдень к берегу подошли турецкие мониторы и огнём поддержали свои сухопутные войска. Поздним вечером на левом болгарском фланге пехотному полку 3-й дивизии удалось захватить укрепление Илеритабия, но об этом успехе болгарское командование так и не узнало.
Утром 18 ноября укрепление Илеритабия подверглось обстрелу, как турецкой, так и болгарской артиллерии. Около полудня 18 ноября полк с большими потерями отступил из укрепления. 18 ноября в течение дня османские войска контратаковали по всему фронту. Болгарские части несли большие потери, и командование приказало отходить на исходные позиции.
Отсутствие необходимого сосредоточения сил для прорыва обороны противника на направлении главного удара, когда резервы оставались далеко от поля боя и, таким образом, половина болгарской пехоты не вступала в бой, недостаточная разведка, слабая координация между наступающими частями и отсутствие адекватной артиллерийской поддержки способствовали провалу болгар.

## Результаты
Поражение при Чаталдже исключило возможность заключения быстрого и выгодного для Болгарии мира. Болгарская армия потеряла инициативу в боевых действиях. Понесенные потери (1480 убитых, 1400 пропавших без вести, 13 000 раненых) и начавшаяся в это же время эпидемия холеры, унесшая жизни еще 1600 человек, еще больше ослабили болгарские части, которые уже и так понесли значительные потери с начала войны. Через две недели после сражения было заключено перемирие, продлившееся не более двух месяцев. Бои в районе Чаталджи продолжались с перерывами до апреля 1913 года.

## Современное состояние района Чаталджинской укреплённой линии
В 1913 году Чаталджинские позиции представляли собой холмистую гряду и пустынную местность, изрезанную окопами и небольшими участками узкоколейной железной дороги. С 1918 по 1923 год Чаталджинские позиции занимал экспедиционный корпус Франции. В 1920 — 1921 году здесь находились части Донского казачьего корпуса, которые занимались сбором взрывоопасных предметов и расчисткой инженерных сооружений — окопов и колючей проволоки. В это время были сделаны фотографические снимки этого района. Сейчас вся возвышенность заросла лесом и частично очищается под строительство жилых домов. В 2010 — 2012 годах в танковой части, квартировавшей на этом месте, существовала музейная экспозиция, посвященная сражению.